# パーネ・トスカーノ

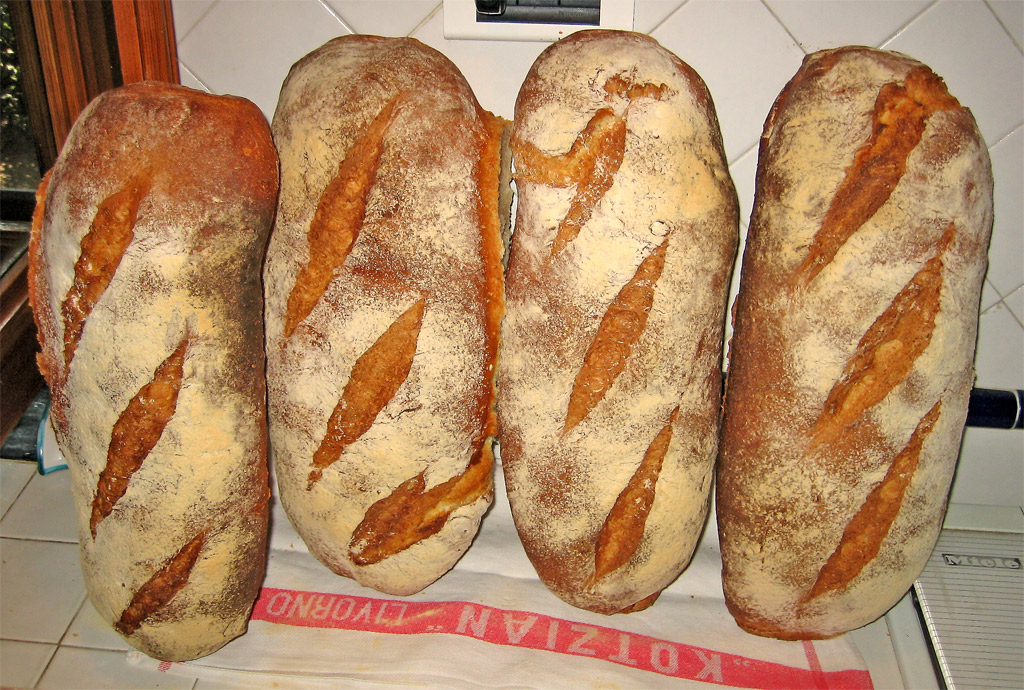
パーネ・トスカーノ

パーネ・トスカーノ（イタリア語: Pane Toscano）はイタリアトスカーナ地方の伝統的なパン。最大の特徴は塩やバターを用いない「塩なしパン」であること。塩を用いないため、「味のないパン」と揶揄されることもある。逆に、塩を用いていないことから、濃厚な味の煮込み料理や、塩味が強めの生ハムなどとの相性は良い。
塩を用いない理由は定かではないが、山岳地帯や丘陵地帯が多いトスカーナ地方では海塩が貴重品であったためという説や、塩気の強いトスカーナ料理に合わせるためにパンの塩分を減らしたなどの説がある。

## 再利用料理
キリスト教では聖別されたパンがイエス・キリストの実体と考えられているため、固くなったパンや古くなったパンを捨てることはほとんどない。それゆえ、固くなったパンや古くなったパンを再利用する料理がいくつもある。その中でもトスカーナ伝統料理を以下に例示する。
- パンツァネッラ[1][2] - 水を吸わせて絞った古いパンと野菜を和えたパンサラダ。
- リボリータ[1][2] - 古いパン入り野菜スープ。
- ブルスケッタ[2] - スライスした古いパンを焼いて作る。
- パッパ・アル・ポモドーロ[1][6] - トマト、ニンニク、バジルなどと一緒に古いパンが軟らかくなるまで煮込んだ料理。「トマトのパン粥」とも称される[6]。
- 貧乏人のチーズ[2] - 固いパンを切る際に生じたパンくず。パスタに振りかけるなどして利用する[2]。